# ルパート・グレッグソン＝ウィリアムズ
ルパート・グレッグソン＝ウィリアムズ（Rupert Gregson-Williams、1966年10月12日 - ）は、イギリスの作曲家。映画音楽を多く手掛ける。
映画音楽作曲家ハリー・グレッグソン＝ウィリアムズの弟。ハンス・ジマー主宰の会社リモート・コントロール・プロダクションに所属。2004年、映画『ホテル・ルワンダ』で第18回ヨーロッパ映画賞 作曲賞を受賞。
また、コンピュータゲーム『バトルフィールド2 モダンコンバット』の音楽も作曲している。

## 主なフィルモグラフィ

### 映画
- 『ヴァーチャアル・セクシュアリティ』 - Virtual Sexuality (1999年)
- 『サンダーパンツ!』 - Thunderpants (2002年)
- 『ロイヤル・セブンティーン』 - What a Girl Wants (2003年)
- 『インプット -記憶-』 - Second Nature (2003年) ※テレビ映画
- 『ホテル・ルワンダ』 - Hotel Rwanda (2004年)
- 『森のリトル・ギャング』 - Over the Hedge (2006年) ※ハンス・ジマーとの共作
- 『もしも昨日が選べたら』 - Click (2006年)
- 『チャックとラリー おかしな偽装結婚!?』 - I Now Pronounce You Chuck & Larry (2007年)
- 『ビー・ムービー』 - Bee Movie (2007年)
- 『近距離恋愛』 - Made of Honor (2008年)
- 『エージェント・ゾーハン』 - You Don't Mess with the Zohan (2008年)
- 『ベッドタイム・ストーリー』 - Bedtime Stories (2008年)
- 『ザ・バッド』 - The Maiden Heist (2009年)
- 『アダルトボーイズ青春白書』 - Grown Ups (2010年)
- 『ウソツキは結婚のはじまり』 - Just Go with It (2011年)
- 『Mr.ズーキーパーの婚活動物園』 - Zookeeper (2011年)
- 『ジャックとジル』 - Jack and Jill (2011年)
- 『俺のムスコ』 - That's My Boy (2012年)
- 『闘魂先生 Mr.ネバーギブアップ』 - Here Comes the Boom (2012年)
- 『アダルトボーイズ遊遊白書』 - Grown Ups 2 (2013年)
- 『ニューヨーク 冬物語』 - Winter's Tale (2014年) ※ハンス・ジマーとの共作
- 『子連れじゃダメかしら?』 - Blended (2014年)
- 『モール・コップ ラスベガスも俺が守る』 - Paul Blart: Mall Cop 2  (2015年)
- 『リディキュラス・シックス』 - The Ridiculous 6 (2015年)
- 『オープン・シーズン4 おおかみ男とひみつの森』 - Open Season: Scared Silly (2015年)
- 『ドゥ・オーバー: もしも生まれ変わったら』 - The Do-Over (2016年)
- 『ターザン:REBORN』 - The Legend of Tarzan (2016年)
- 『ハクソー・リッジ』 - Hacksaw Ridge (2016年)
- 『サンディ・ウェクスラー』 - Sandy Wexler (2017年)
- 『ワンダーウーマン』 - Wonder Woman (2017年)
- 『ウィーク・オブ・ウェディング』 - The Week Of  (2018年)
- 『アニー・イン・ザ・ターミナル』 - Terminal (2018年)
- 『アクアマン』 - Aquaman (2018年)
- 『マーダー・ミステリー』 - Murder Mystery (2019年)
- 『スノーベイビー』 - Abominable (2019年) ※兼声優
- 『ヒュービーのハロウィーン』 - Hubie Halloween (2020年)
- 『ファザーフッド』 - Fatherhood (2021年)
- 『アクアマン・アンド・ザ・ロスト・キングダム』 - Aquaman and the Lost Kingdom (2023年)
- 『マンガー・ブラザーズ』 - Brothers (2024年)

### テレビドラマ
- 『危険な逃亡者』 - Extremely Dangerous (1999年) ※ミニシリーズ
- 『ビーンストーク ジャックと豆の木』 - Jack and the Beanstalk: The Real Story (2001年) ※ミニシリーズ
- 『プリズナーNo.6』 - The Prisoner (2009年) ※ミニシリーズ
- 『Veep/ヴィープ』 - Veep (2012年 - 2015年)
- 『ザ・クラウン』 - The Crown (2016年 - 2017年)
- 『エイリアニスト』 - The Alienist (2018年)
- 『瞳の奥に（英語版）』 - Behind Her Eyes (2021年)
- 『ギルデッド・エイジ -ニューヨーク黄金時代-』 - The Gilded Age (2022年)